# Filderstadt
Filderstadt – miasto w Niemczech, w kraju związkowym Badenia-Wirtembergia, w rejencji Stuttgart, w regionie Stuttgart, w powiecie Esslingen. Leży ok. 12 km na południowy zachód od Esslingen am Neckar, przy drogach krajowych B10 i B312, w bezpośrednim sąsiedztwie portu lotniczego Stuttgart.

## Historia
1 stycznia 1975 r. poprzez połączenie gmin Bernhausen, Bonlanden, Harthausen, Plattenhardt i Sielmingen powstała nowa gmina o nazwie Filderlinden. Już 25 lipca nazwę zmieniono na Filderstadt. 1 stycznia 1976 r. nowa gmina otrzymała prawa miejskie, a pół roku później, 1 lipca 1976 r., Filderstadt stało się „dużym miastem powiatowym” (Große Kreisstadt). Pięć byłych gmin tworzących dzisiejsze miasto ma długą historię sięgającą czasów Celtów i Alamanów.

## Polityka i administracja
| Herb | Dzielnica    | Powierzchnia w km² |
| ---- | ------------ | ------------------ |
|      | Bernhausen   | 10,36              |
|      | Bonlanden    | 5,82               |
|      | Plattenhardt | 11,17              |
|      | Sielmingen   | 9,36               |
|      | Harthausen   | 1,88               |
|      |              | 38,59              |

## Urodzeni w Filderstadt
- Ricarda Lang – niemiecka polityk
- Marvin Plattenhardt – niemiecki piłkarz
- Laura Siegemund – niemiecka tenisistka.

## Współpraca
Miejscowości partnerskie:
- Dombasle-sur-Meurthe, Francja
- Oschatz, Saksonia
- Połtawa, Ukraina
- Selby, Wielka Brytania